# Dziwnów Górny
Dziwnów Górny (niem. Ost Dievenow) – część miasta Dziwnowa (SIMC 0774782) i sołectwo, w województwie zachodniopomorskim, w powiecie kamieńskim. 
Leży w północno-zachodniej części miasta, na cyplu półwyspu dziwnowskiego, między Morzem Bałtyckim a cieśniną Dziwna. Rozpościera się wzdłuż ulicy Osiedle Rybackie. Od wschodu graniczy z Dziwnowem Dolnym; granica między Dziwnowem Dolnym a Górnym znajduje się w miejscu, gdzie Wybrzeże Kościuszkowskie zmienia nazwę na ul. Juliusza Słowackiego, a ul. Kościelna na ul. Adama Mickiewicza.
Mimo że leży w zachodniej części miasta, jego niemiecka nazwa to Ost Dievenow (Dziwnów Wschodni), ponieważ odpowiednik West Dievenow (Dziwnów Zachodni) określa dawną wieś Dziwna, położoną de facto na południe od Dziwnowa Górnego. Natomiast określenie Berg Dievenow przeciwintuicyjnie oznacza Dziwnów Dolny, nie Dziwnów Górny, mimo że niemiecki wyraz Berg znaczy góra.
Dawne osiedle rybackie. Do 1935 samodzielna miejscowość. W  1935 roku Dziwnów Dolny (Berg Dievenow) i Dziwnów Górny (Ost Dievenow), przez które rozciąga się długa nadmorska promenada, zostały połączone w jedną miejscowość Dziwnów (Dievenow). W latach 1945–1948 Dziwnów (składający się z Dziwnowa Dolnego i Górnego) był miastem. Do 2004 wraz z Dziwnowem Dolnym stanowił wspólny obręb ewidencyjny (Dziwnów) o powierzchni 186,51 ha. Stał się częścią miasta Dziwnowa 1 stycznia 2004 w związku z nadaniem mu praw miejskich, powiększonego również o obszar cieśniny Dziwna i wsi Dziwna.
Jest to najludniejsza z trzech części Dziwnowa. 23 kwietnia 2001 liczył 1301 mieszkańców.